# آرتاشس بگلاریان
آرتاشس هایکی بگلاریان (ارمنی: Արտաշես Հայկի Բեգլարյան؛  زادهٔ ۱۳ نوامبر ۱۹۲۰ - درگذشته ۷ ژانویهٔ ۱۹۸۹) یک آسیب‌شناس و پزشک اهل ارمنستان بود.

## زندگی‌نامه
در ۱۳ نوامبر ۱۹۲۰ در قارص به دنیا آمد و از دانشگاه پزشکی دولتی ایروان (۱۹۴۲) فارغ‌التحصیل شد. وی پدر گاگیک بگلاریان بود. وی همچنین برنده نشان پرچم سرخ کار، دانشمند افتخاری ارمنستان شوروی (۱۹۸۰) و مدال مخیتار هراتسی () شده‌است. وی در ۷ ژانویهٔ ۱۹۸۹ در سن ۶۸ سالگی در ایروان درگذشت.

## یادداشت
1. ↑  բժշկական գիտությունների դոկտոր